# 1995年のル・マン24時間レース

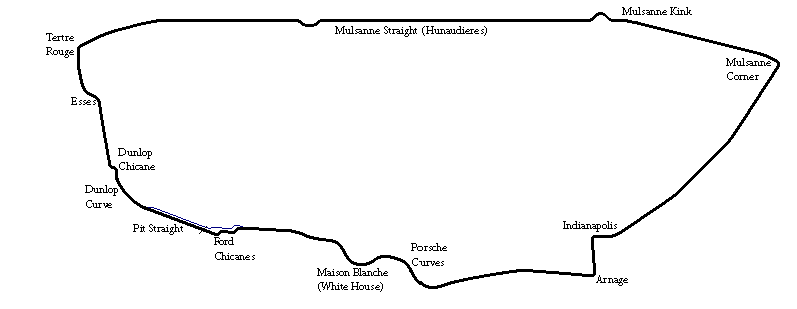
1995年のコース

1995年のル・マン24時間レース（24 Heures du Mans 1995 ）は、63回目のル・マン24時間レースであり、1995年6月17日から6月18日にかけてフランス、ル・マンのサルト・サーキットで行われた。ル・マン史上最も雨量が多かったレースの1つで、約17時間雨が降り続いた。
優勝はJ.J.レート、ヤニック・ダルマス、関谷正徳が駆るLMGT1クラスに参戦した59号車のマクラーレン・F1 GTR。これはマクラーレンの初優勝であると同時に、フィンランド人ドライバーと日本人ドライバーのル・マン初優勝でもあった。
また、マリオ・アンドレッティのクラージュは2位に終わるが、これはアンドレッティにとっての自身最高位となった。
GT2クラスの上位は、ホンダ・NSXと2台のキャロウェイ・コルベットが獲得。1970年代半ば以降から前年までのようにポルシェ・911に支配された時代とは異なり、メーカーの多様性を示していた。

## 概要
それまで長年隆盛を誇ってきたグループCカテゴリーのマシンが出場できなくなり、GTカテゴリーのマシンが中心になった。なお、バジェットキャップの一環として、ワークスチームの出場が見込まれたWSCとLMGT1ではテレメトリーシステムの使用が禁止された。クラスごとの制限は以下の通り。
- WSC：エンジンは最大4.0Lまたは3.0L（ターボ）、回転限界8,500rpm（2バルブV8）または10,500rpm（4バルブV12）、燃料タンク80L、エンジンのサイズとタイプに応じた最小重量、最大タイヤ幅18インチ
- LMP2：燃料タンク80L、最小重量620kg、市販エンジン、最大タイヤ幅12インチ
- LMGT1：燃料タンク100L、最小重量900kg、最大タイヤ幅14インチ
- LMGT2：燃料タンク100L、最小重量900kg、最大タイヤ幅12インチ

前年1994年のレースでポルシェが物議をかもした「1台限りのロードカーで車両公認」のルールは、LMGT1で継続されることとなった。ただし、LMGT2は1995年2月以降に連続して生産された車両がベースである必要があった。
これらのレギュレーション変更は大きな関心を集め、ACOは99のエントリーを受理した。これに対応して、ACOはさらにピットを2つ増設し、50台の出走を可能にした。それまでの実績を考慮して20チームに自動的に出走を許可し、残りの30チームは予備予選によって決定された。
スポーツカーのスペシャリストであるクラージュ、クレマー、WR、デボラは、IMSAチャンピオンシップから参戦、またフェラーリが333SPをモモ・レーシングのジャンピエロ・モレッティに委託するという体制で22年ぶりにプロトタイプカーで参戦した。
日本勢は主にLMGT1クラスで活躍し、トヨタ、日産、マツダ、ホンダが参戦した。
今回がル・マン初出走であったマクラーレンの特筆すべき点は、上位5台のうち4台を占めた点であった。マクラーレンはル・マン初出場にして初勝利を収めたメーカーとなり、これは第1回優勝車と、直近では1949年のフェラーリ・166以来で、46年ぶりの快挙だった。
マクラーレン・F1 GTRはル・マン以前よりBPRグローバルGTシリーズで圧倒的な強さを見せていた。1995年、当時欧州のプライベーター選手権であったBPRグローバルGTシリーズでデビューしたF1 GTRのル・マン参戦は、本来の参戦計画としては6台のエントリーで決まっていた。ゼッケン24号車と25号車がガルフ・マクラーレン、42号車がソシエテ・BBAコンペティション、49号車がWEST(FM)コンペティション、50号車がジロワレーシングのジロイクス・ジャカディ・マクラーレン、51号車がデレック・ベルとジャスティン・ベルの親子が乗るデビット・プライス・レーシングのハロッズ・マクラーレンであった。
しかし、F1 GTRのル・マン24時間レース参戦に際し、F1の設計を担当したゴードン・マレーはクラッチやミッションの耐久性に懸念を示していた。また、マクラーレンは他にも信頼性の問題を抱えており、元スパイス・テクニカルディレクターのグラハム・ハンフリーズによれば、ハンフリーズはマクラーレン勢が苦しんでいたギアセレクトのトラブルの原因が露出したギアリンケージ機構への浸水であることを突き止め、ピットストップごとに湿気防止スプレーのWD-40を吹き付ける対策を講じていたという。
ル・マンで優勝した59号車は、マクラーレンカーズ所有のGTRの開発車両であった。これは株式会社国際開発の経営や上野クリニックを展開していた佐山元一がこのクルマの大ファンであり、F1 GTRのル・マン参戦を聞きつけるやスポンサーとなることを依頼してきた。元インディカードライバーとして知られるロジャー安川の父で、レイトンハウスF1チームでマネージャーを務めた安川実がアジア極東マーケティング担当としてマクラーレンで働いており、安川を通じて上野クリニックのスポンサーを獲得することで、追加でもう1台を走らせることが急遽決定したものであった。
59号車の出走は予定外であったため、新車を制作できずにシャシーナンバー01Rという初期のテストや開発のために使われたワークスマシンで走行可能だったプロトタイプを急遽レースカーに仕立てた。エントリーチームはランザンテ・モータースポーツに貸し出され、マクラーレンのユニット12が準備した。このマネジメントのもと、佐山が直接かかわる国際開発のレーシングチームとして「国際開発UK」とした。マシンはマクラーレン・カーズの所有となり、運営はマクラーレンのチーフエンジニアであるジェームズ・ロビンソンが代行して監督したため、実質的なワークスマシンであった。
こうして、ゼッケン59号車としてコクサイ・カイハツUKレーシングというエントリー名のマクラーレンを関谷、ダルマス、レートが乗ることとなった。他のマクラーレンと異なりル・マンに送り出す前にすべてのパーツを組み込むことができた唯一のマシンであったものの、使用車両が完成したのは本番のわずか6週間前になったので、最初からほぼぶつけ本番と化した。このため金曜の夜にはル・マンのコース近くの空港でレートとダルマスがテスト走行を行う。このテストをしておいたため、決勝ではメカニカルトラブルはまったく発生しなかったという。結果として59号車がトップでゴールすることでマクラーレンはル・マン24時間耐久レースに初参戦した年に優勝を飾ることになった。マクラーレン側も盛大に喜ぶとともに、優勝のきっかけとなった上野クリニックに対しても強く感謝したという。

### WSC
グループCカテゴリーのマシンの出場は禁止となったが、フランス西部自動車クラブ（ACO）はこれまで同様に国際モータースポーツ協会（IMSA）との提携を継続し、プロトタイプカーであるワールドスポーツカー（WSC）クラスの出走を認めた。
ロータリーエンジンを含め自動車メーカーから市販されているエンジンを搭載することが条件で、チューニングにも細かい制限がある。エンジン回転数もバルブ数や気筒数で制限があり、エンジンにより性能差が出ないようエアリストリクターも設定された。ターボチャージャーを装備したり5バルブにしたりする場合は最低車重が増やされた。シャシやボディに関しては、ダウンフォース拡大目的の装備はウィングのみとされ、前後ホイール間の車体下面はフラットでなくてはならない。
規格に合致させたクラージュ・ポルシェやクレマー・ポルシェが4台参戦した。マツダは、1991年のル・マン24時間レース総合優勝の実績からすればいささか物足りない性能ではあったが、ロータリーエンジンを搭載したDG3を1台走らせた。他にフェラーリ・333SPが1台の計6台が参戦した。

### LMGT1

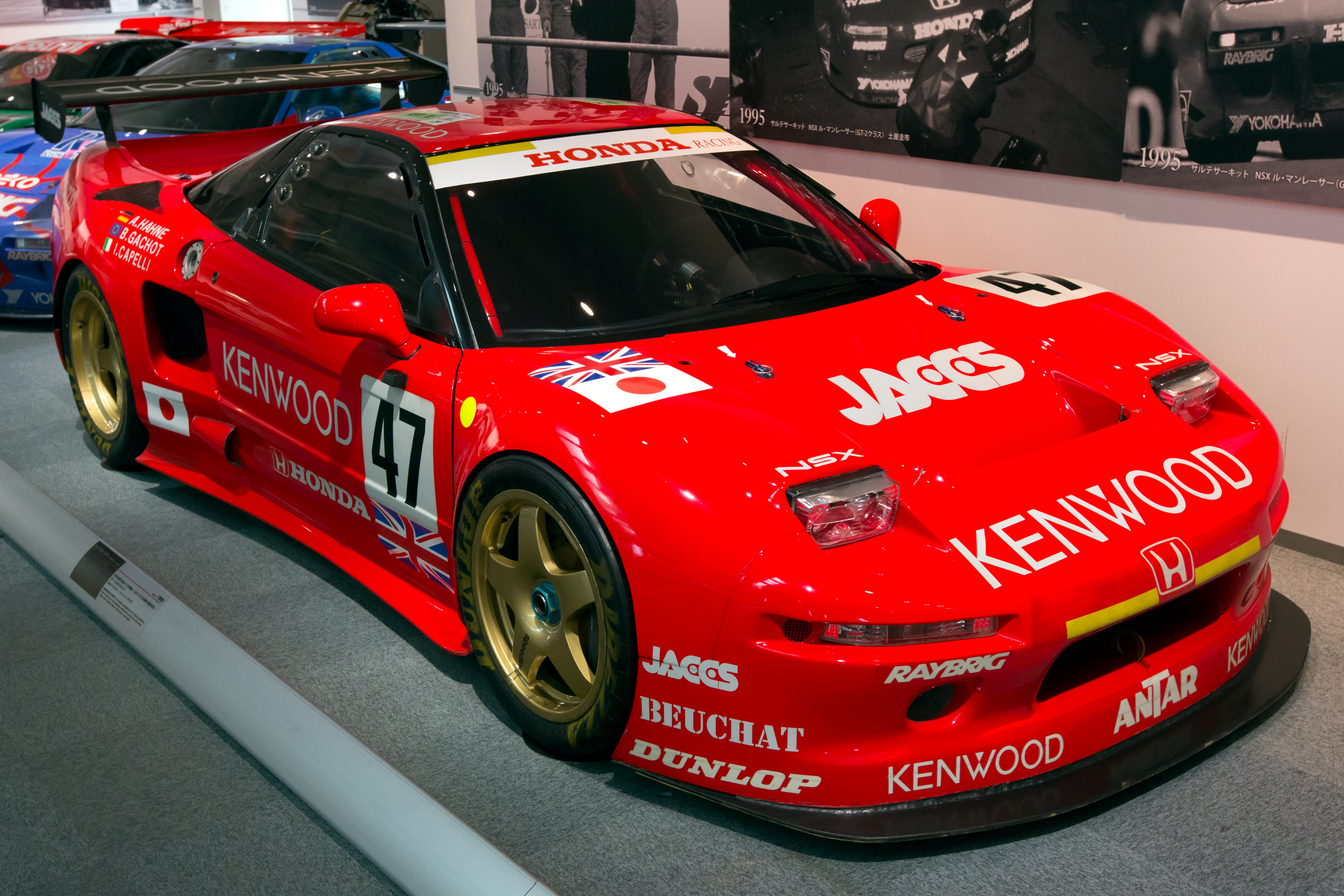
ホンダ・NSX GT1

車両重量は自由だが50kg刻みで分けられ、ターボチャージャーの有無、排気量、バルブ数などとともにエアリストリクター径が設定された。
グループCの参戦が禁止されたために多くのメーカーワークスのマシンの参戦が期待されたが、予想されたほどのエントリーは集まらず、マクラーレン・F1 GTR、ホンダ・NSX、トヨタ・スープラ LM-GT、日産・スカイラインGT-R、ポルシェ・911 GT2 Evo、フェラーリ・F40 LMがワークスやセミワークスで参戦した。

### LMGT2
オリジナルのエンジンを維持する必要があり、シリンダー数や配列の変更は認められていない。サスペンションはベアリングやリンクは変更可能だが、主要構造部品は改造不可能。LMGT1との比較では性能が抑えられ、総合優勝を狙うのは無理があるとされた。プライベートチームとジェントルマンドライバーの組み合わせでの参戦が中心であった。

### LMP2
ル・マン独自のローコスト軽量規格だが、WRプジョーなど3台が出走した。

## 予選
最高速が伸びる2台の「WRプジョー」が最前列を占め、2列目も「クラージュ・ポルシェ」で、GTカテゴリーのマシンは影が薄くなってしまいそうな印象であった。
1988年のミュルザンヌストレートで400km/hの速度記録した、フランスの小規模なヴェルテール・レーシングにとって最高の日となった。ヴェルテールの最新バージョンであるWR・LM94は、小型で機敏で非常に高速なプロトタイプであり、ウィリアム・デビッドとパトリック・ゴニンが運転する両車は、グリッドの最前列を占めた。デビッドはデビュー時にポールを獲得した最初のドライバーだった。奇妙なことに、1967年のフランスF1 GPが開催されて以来、2台のシングルシーターがル・マンの最前列に立ったのは初めてだった。
次の後列、3番手はクラージュのエリック・ヴァン・デ・ポール、ボブ・ウォレクとフランク・ラゴルス だった。しかしヴァン・デ・ポールらのマシンはスタート前、エンジン交換後の17kgの重量不足が見つかり失格となった  。ボブ・ウォレク/マリオ・アンドレッティ/エリック・エラリーは、フィールドで3人のドライバー全員が4分未満でラップした唯一のマシンだった。5番手は、＃4クレマー・K8。その後、GT1クラスのマシンが入った。3台のフェラーリ F40の内、＃41がトップに入り、マクラーレンやヴェンチュリなどが続いた。
EuroMotorsportフェラーリの333SPは、ACOが最大エンジン回転数をチェックについてチームと議論してる間、予選のほとんどに出れず、最終的には17位だった。
GT2クラスで最速は23位のアグスタ・キャラウェイコルベットで、32位のスタドラーモータースポーツのポルシェ・911 GT2、チーム国光・ホンダNSXなどが続いた。グリッド後方の、GT1クラスのコルベット ZR1のアメリカのプライベートチームは、GT2のキャラウェイコルベットよりも20秒近く遅かった。
優勝した59号車は水曜日の予選中に水漏れを発生させ、木曜日の予選ではオーバーレブのため、エンジンを載せ替えている。つまりマクラーレン7台中じつは59号車だけエンジンを換装したのであった。予選ぶっつけ本番で、しかもここまで事前テスト走行は一切ないという厳しい環境でも、1回目の予選でJJ・レートが4分を切るタイムをたたきだしている。

## 決勝

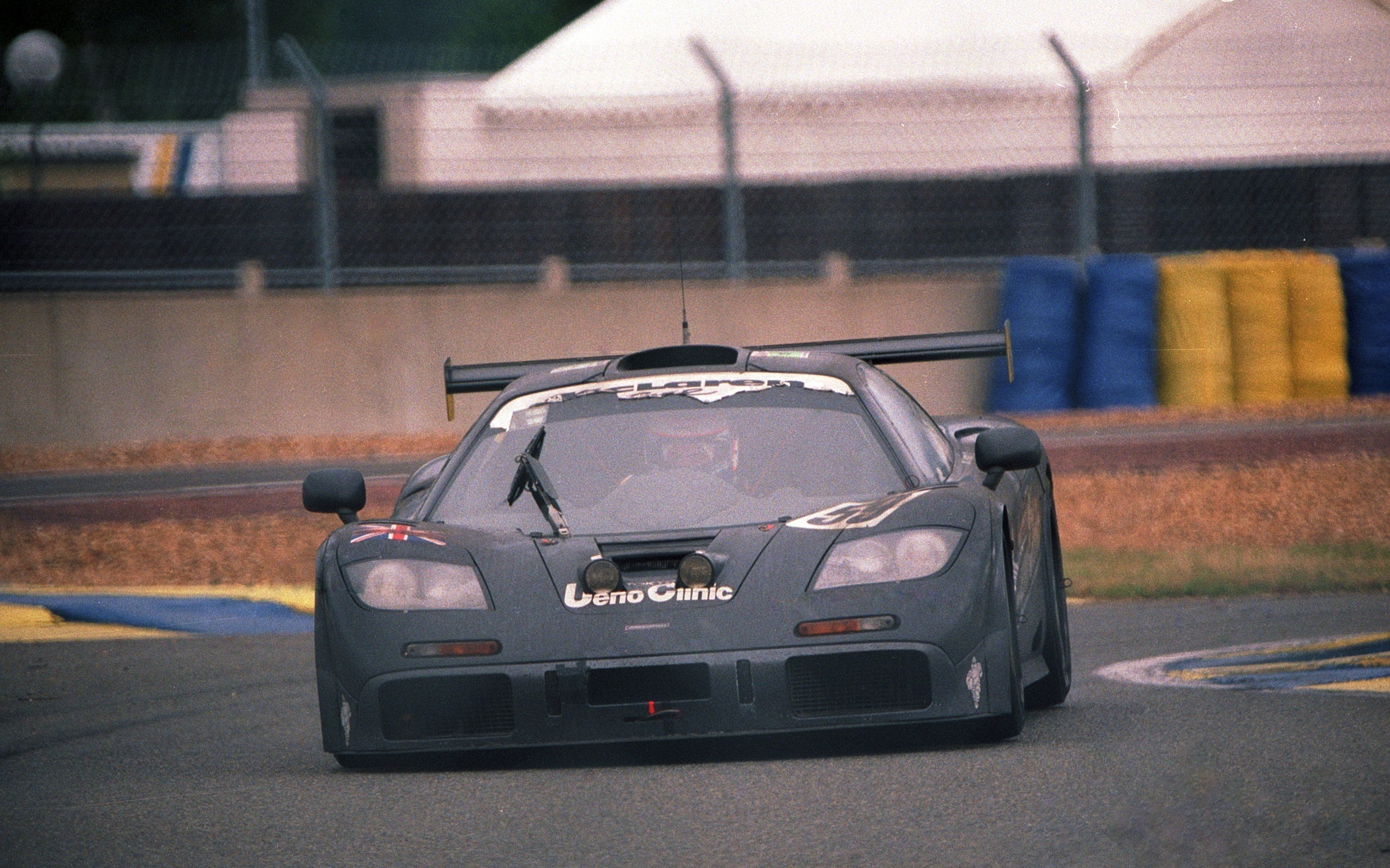
総合優勝した、マクラーレン・F1 GTR 59号車

### スタート
この年のル・マンは、記録上最も雨の多いル・マンになったが、レースの開始時には天気は晴れていた。ティエリー・ブーツェンの#4クレマー、#50ジロワ・ジャカディ・マクラーレン（ビートから蒸留した合成アルコール燃料で走行）、GT2クラスの#84ホンダ・チーム国光を含む5台の車は、直前でのトラブルの為、ピットレーンからスタートしなければならなかった。
16時にフラッグが下ろされると、2台のWRプジョーとウォレクの#13クラージュポルシェが飛び出し、最初の1時間でほぼ半周後続と距離を開けた。ACOの規定変更で、それらのラップは1993年のトヨタのエディ・アーバインの最速ラップから30秒近く遅れていた。＃49ウェスト・コンペティション・マクラーレンのジョン・ニールセンと、＃11クラージュのアンリ・ペスカロロが、4番手戦いをリードした。フェラーリ・333SPのマッシモ・シガーラは、下位スタートから追い上げ4位のニールセンまで追い込んだが、7周目に石のダメージでアルナージュでエンジンを止めた。スタート後1時間で雨が降り出し、その後も一晩中日曜日の朝まで雨がずっと続き、最後までにわか雨が降り続いた。その為多くの車がスピンした。2台のWRプジョーはフロントガラスの故障で時間を失い、高速であるが壊れやすかった。その5時間後にはパトリック・ゴーニンがミュルザンヌハイドロプレーニング現象を起こし、宙返りする大クラッシュを起こす。ゴーニンは4本の肋骨と肩甲骨が折れた状態で病院に運ばれ、37分間セーフティーカーが出走した。レインコンディションの為レースのペースは遅く、信頼性の低いマシンには有利な展開となった。
大雨の中で、WSCカーはパワーアドバンテージを失い、再スタート時に、マクラーレンの4台とウォレクのクラージュが競った。しかし、マリオ・アンドレッティがポルシェカーブでクレマーをラップする際クラッシュし、修理に30分かかり、6ラップを失った。そしてマクラーレンが1-2-3位になりGT1クラスにメリットがあるように見えた。フェラーリがアウトし、ペスカロロのクラージュは、アルナージュで止まった。そして、クレマーもウェットでの運転に苦戦した。ラルブル・コンペティションのポルシェ・911 GT2Evoは、マクラーレンに追いついて4位になった。鈴木利男の見事な運転で、車のギアボックスが午後11時に壊れるまで、日産・ニスモ GT-RLMを 総合7位にまで順位を上げていた。ホンダは2台のホンダ・NSX GT1が出場していた。1台はクラッチトラブル、もう1台は雨でクラッシュし、大規模な修理が必要だった。GT2クラスでは、クレマーとスタドラーのポルシェはキャラウェイとリスターを3ラップリードしていた。

### 夜間
夜になると、ユルゲン・レッシグ/フランツ・コンラッド/デ・アゼベドが運転するクレマーが、リタイヤした。DPRマクラーレンはピットストップごとにリードを交代した。BPRシリーズでライバルのガルフレーシング・マクラーレンは、多くの問題を抱えていた。シリーズリーダーでチームオーナーのレイ・ベルムは、7ラップ遅れ。運が悪かったのは、もう1台のフィリップ・アリオーだった。彼は、追い越したばかりのGT2ポルシェによって追突された時リードしていた。ラルブルコンペティションのGT1ポルシェも不運だった。夕方、チームオーナーのジャック・ルコントの車がアルナージュのグラベルトラップに落ちた。ヘスス・パレハとエマニュエル・コラールはともに車を総合4位に上げたが、どちらも真夜中までにリタイアした。後者のクラッシュは、アンドレアス・フックスがミュルザンヌのコーナーでのブレーキングを誤って、コラールに当たったときに、GT2をリードするスタドラー・ポルシェも一緒にリタイヤとなった。一方、PCオートモーティブ・ジャガーは22位からスタートして4位になり、ジム・ダウニングのクッズ・マツダ、スタックのクレマー、ウォレクのクラージュが順位を上げた。ポルシェのリタイヤにより、GT2クラスは、ソーキルド・サイリングが午前1時に最初のミュルザンヌシケインでワークス車がクラッシュ、2台になったキャラウェイと最後から2番目にスタートしたジャン・フランソワ・ベロックスのプライベートポルシェの間になったが、今はまだ一周遅れ。午前3時に（壊れたウィンドウワイパーを使用して）9時間争った、ニールセン/マスのマクラーレンは、クラッチが滑りでピットインしリタイヤ。その為アンディ・ウォレスとベル親子の車がリードを受け継いだ。ウォレスは雨の中で信じられないほどのスティントを行った。一方、ダークホースの国際開発UKチームは上位に上がってきた。他の車はスピンまたはピットインしている間テンポを崩さず、レートとダルマスは夜中に2位まで順位を上げた。ジャガーは午前5時にクランクシャフトが壊れレースを諦め、その時点までにクラージュは3番手（4周遅れ）、ジャカルディ・マクラーレンは4番手、ベルムのガルフ・マクラーレンは5番手に残った。

### 朝
夜明けが終わると、雨はやっと和らぎ、クラージュが非常に速くなり、マクラーレンとのラップ差を徐々に引き戻した。ウォレスが新しいブレーキパッドの交換の為にピットインしなければならなかった時、リードは国際開発UKマクラーレンに1分未満になった。しかしその後チームメイトの53歳で5回のルマン総合優勝の実績があるデレック・ベルは、彼が世界最高のスポーツカーレーサーの1人と見なされているのかを示した。生き残った3台のWSC車-クラージュ、クレマー、クッズが追いかけていた。フェラーリF40は問題を抱えていた。しかし、ステファン・ラテルのパイロットレーシング・フェラーリは、正午直前にミシェル・フェルテがマーク・ブランデルのガルフ・マクラーレンと接触、ダンロップシケインで破片を滑らせ、サンドトラップに入り、脱出には5分かかり、6時間8位を維持していたが3つを順位を落とした。GT2クラスでは、スタートで6周遅れたが、ホンダのチーム国光は快調に燃費も良く走り、キャラウェイを追い抜いて総合のトップ10に入った。

### ゴール
残り2時間、マクラーレンの恐れられた弱点のトランスミッションは、ギアチェンジの問題を抱えたDPRマクラーレンに打撃を与えはじめる。ピットで5分遅れた後、ベルは6位に後退し、レースに復帰した。ダルマスが先頭に立ちそこからは彼らはトップを維持した。1時間足らずで、アンドレッティはハロッズ・マクラーレンをパスして2位になり、ボブ・ウォレックに引き継いで、彼らは懸命に追い上げたが、最終的にはわずか3分遅れで2位だった。ウォレスのDPRマクラーレンはさらに1周遅れで、ガルフとジャカディ・マクラーレンはさらに5ラップ遅れ、そして残りの2台のWSC車であるクレマーとクッズ・マツダを従えてレースを終えた。
設計者のゴードン・マレーは「クラッチやトランスミッションが24時間保つとは保証できない」と懸念を隠さなかったが、ヤニック・ダルマス/J.J.レート/関谷正徳組の乗るマクラーレン・F1 GTRの59号車が24時間で4,055kmを平均速度168.992km/hで走って総合優勝した。関谷はル・マンで総合優勝した初めての日本人ドライバーとなった。F1 GTRはこのほか3位、4位、5位にも多数入賞し、この年の主役となった。
日本車はクッズ・マツダ DG3、5号車の7位が最高位。そしてGT2クラスで出場したチーム国光、ホンダ・NSX84号車の8位で、GT2クラス優勝を果たした。ピットレーンからスタートしたにもかかわらず、チーム国光は総合8位で終え、ジェリンスキー・アグスタ・キャラウェイコルベットが2周差、姉妹車よりも2周早かった。新型のポルシェ993 GT2のカスタマーは、1995年BPRシリーズ12戦のうち10勝を勝ち取ったが、ルマンでは勝てなかった。

## 公式結果
| 順位 | クラス | 番号 | チーム                               | ドライバー                                                                                                 | シャシー                                 | タイヤ | ラップ |
| 順位 | クラス | 番号 | チーム                               | ドライバー                                                                                                 | エンジン                                 | タイヤ | ラップ |
| ---- | ------ | ---- | ------------------------------------ | --- | ---------------------------------------- | ------ | ------ |
| 1    | LMGT1  | 59   | 国際開発UK                           | - ヤニック・ダルマス - 関谷正徳 - J.J.レート                                                               | マクラーレン・F1GTR                      | M      | 298    |
| 1    | LMGT1  | 59   | 国際開発UK                           | - ヤニック・ダルマス - 関谷正徳 - J.J.レート                                                               | BMW S70 6.1L V12                         | M      | 298    |
| 2    | WSC    | 13   | クラージュ・コンペティション         | - ボブ・ウォレク - エリック・エラリー - マリオ・アンドレッティ                                             | クラージュ・ポルシェC34                  | M      | 297    |
| 2    | WSC    | 13   | クラージュ・コンペティション         | - ボブ・ウォレク - エリック・エラリー - マリオ・アンドレッティ                                             | ポルシェ Type-935 3.0L ターボ フラット6  | M      | 297    |
| 3    | LMGT1  | 51   | ハロッズ・マッハワン・レーシング     | - アンディ・ウォレス - デレック・ベル - ジャスティン・ベル                                                 | マクラーレン・F1GTR                      | G      | 296    |
| 3    | LMGT1  | 51   | ハロッズ・マッハワン・レーシング     | - アンディ・ウォレス - デレック・ベル - ジャスティン・ベル                                                 | BMW S70 6.1L V12                         | G      | 296    |
| 4    | LMGT1  | 24   | ガルフ・レーシング                   | - マーク・ブランデル - レイ・ベルム - マウリツィオ・サンドロ・サーラ                                       | マクラーレン・F1GTR                      | M      | 291    |
| 4    | LMGT1  | 24   | ガルフ・レーシング                   | - マーク・ブランデル - レイ・ベルム - マウリツィオ・サンドロ・サーラ                                       | BMW S70 6.1L V12                         | M      | 291    |
| 5    | LMGT1  | 50   | ジロワ・レーシング・チーム           | - ファビエン・ジロイ - ジャン・ドニ・デレトラズ - オリビエ・グルイヤール                                   | マクラーレン・F1GTR                      | M      | 290    |
| 5    | LMGT1  | 50   | ジロワ・レーシング・チーム           | - ファビエン・ジロイ - ジャン・ドニ・デレトラズ - オリビエ・グルイヤール                                   | BMW S70 6.1L V12                         | M      | 290    |
| 6    | WSC    | 4    | クレマー・レーシング                 | - ティエリー・ブーツェン - ハンス＝ヨアヒム・スタック - クリストフ・ブシュー                               | クレマー・K8スパイダー                   | G      | 289    |
| 6    | WSC    | 4    | クレマー・レーシング                 | - ティエリー・ブーツェン - ハンス＝ヨアヒム・スタック - クリストフ・ブシュー                               | ポルシェ Type-935 3.0L ターボ フラット-6 | G      | 289    |
| 7    | WSC    | 5    | マツダスピード                       | - ジム・ダウニング - 寺田陽次郎 - フランク・フレオン                                                       | クッズ・マツダDG-3                       | G      | 282    |
| 7    | WSC    | 5    | マツダスピード                       | - ジム・ダウニング - 寺田陽次郎 - フランク・フレオン                                                       | マツダ R20B 2.0L 3-ローター              | G      | 282    |
| 8    | LMGT2  | 84   | チーム国光                           | - 土屋圭市 - 飯田章 - 高橋国光                                                                             | ホンダ・NSXGT2                           | Y      | 275    |
| 8    | LMGT2  | 84   | チーム国光                           | - 土屋圭市 - 飯田章 - 高橋国光                                                                             | ホンダ 3.0L V6                           | Y      | 275    |
| 9    | LMGT2  | 73   | キャラウェイ・コンペティション       | - エンリコ・ベルタッジア - ジョニー・アンサー - フランク・イェリンスキー                                   | キャラウェイ・コルベットZR-1             | B F    | 273    |
| 9    | LMGT2  | 73   | キャラウェイ・コンペティション       | - エンリコ・ベルタッジア - ジョニー・アンサー - フランク・イェリンスキー                                   | シボレー 6.3L V8                         | B F    | 273    |
| 10   | LMGT1  | 22   | ニスモ                               | - 福山英朗 - 近藤真彦 - 粕谷俊二                                                                           | ニスモ・GT-RLM                           | B      | 271    |
| 10   | LMGT1  | 22   | ニスモ                               | - 福山英朗 - 近藤真彦 - 粕谷俊二                                                                           | 日産 2.6L ターボ I6                      | B      | 271    |
| 11   | LMGT2  | 75   | アグスタ・レーシングチーム           | - リカルド・アグスタ - ロビン・ドノヴァン - ユージン・オブライエン                                         | キャラウェイ・コルベットZR-1             | D      | 271    |
| 11   | LMGT2  | 75   | アグスタ・レーシングチーム           | - リカルド・アグスタ - ロビン・ドノヴァン - ユージン・オブライエン                                         | シボレー 6.3L V8                         | D      | 271    |
| 12   | LMGT1  | 34   | パイロット・アルディクス・レーシング | - ミシェル・フェルテ - オリヴィエ・テヴェナン - カルロス・パラウ                                           | フェラーリ・F40 LM                       | M      | 270    |
| 12   | LMGT1  | 34   | パイロット・アルディクス・レーシング | - ミシェル・フェルテ - オリヴィエ・テヴェナン - カルロス・パラウ                                           | フェラーリ 3.0L ターボ V8                | M      | 270    |
| 13   | LMGT1  | 42   | ソシエテ・BBAコンペティション        | - ジャン=リュック・モーリー=ラリビエール - マーク・スール - エルヴェ・プーラン                             | マクラーレン・F1GTR                      | D      | 266    |
| 13   | LMGT1  | 42   | ソシエテ・BBAコンペティション        | - ジャン=リュック・モーリー=ラリビエール - マーク・スール - エルヴェ・プーラン                             | BMW S70 6.1L V12                         | D      | 266    |
| 14   | LMGT1  | 27   | サード株式会社                       | - ジェフ・クロスノフ - マルコ・アピチェラ - マウロ・マルティニ                                             | トヨタ・スープラLM-GT                    | D      | 264    |
| 14   | LMGT1  | 27   | サード株式会社                       | - ジェフ・クロスノフ - マルコ・アピチェラ - マウロ・マルティニ                                             | トヨタ 3S-GTE 2.1L ターボ I4             | D      | 264    |
| 15   | LMGT2  | 77   | ザイケル・モータースポーツ           | - ピーター・ザイケル - ガイ・クスター - カレル・ドレジ                                                     | ポルシェ・911GT2                         | P      | 263    |
| 15   | LMGT2  | 77   | ザイケル・モータースポーツ           | - ピーター・ザイケル - ガイ・クスター - カレル・ドレジ                                                     | ポルシェ 3.6L ターボ フラット-6          | P      | 263    |
| 16   | LMGT2  | 78   | ジャン・フランソワ・ベロック         | - ジャン・フランソワ・べロック - エリック・ヴァン・デ・イベール - ディディエ・オルシオン                   | ポルシェ・911GT2                         | G      | 262    |
| 16   | LMGT2  | 78   | ジャン・フランソワ・ベロック         | - ジャン・フランソワ・べロック - エリック・ヴァン・デ・イベール - ディディエ・オルシオン                   | ポルシェ 3.6L ターボ フラット-6          | G      | 262    |
| 17   | LMGT2  | 81   | リチャード・ジョーンズ               | - リチャード・ジョーンズ - ニック・アダムス - ジェラルド・マッキーラン                                     | ポルシェ・911GT2                         | G      | 250    |
| 17   | LMGT2  | 81   | リチャード・ジョーンズ               | - リチャード・ジョーンズ - ニック・アダムス - ジェラルド・マッキーラン                                     | ポルシェ 3.6L ターボ フラット-6          | G      | 250    |
| 18   | LMGT1  | 41   | エネア・SRL                          | - ゲリー・アイレス - マッシモ・モンティ - ファビオ・マンシーニ                                             | フェラーリ・F40GTE                       | P      | 237    |
| 18   | LMGT1  | 41   | エネア・SRL                          | - ゲリー・アイレス - マッシモ・モンティ - ファビオ・マンシーニ                                             | フェラーリ 3.0L ターボ V8                | P      | 237    |
| 19   | LMGT1  | 54   | フライジンガー・モータースポーツ     | - ヴォルフガング・カウフマン - 羽根幸浩 - ミシェル・リゴネ                                                 | ポルシェ・911ビ・ターボ                  | G      | 229    |
| 19   | LMGT1  | 54   | フライジンガー・モータースポーツ     | - ヴォルフガング・カウフマン - 羽根幸浩 - ミシェル・リゴネ                                                 | ポルシェ 3.8L ターボ フラット-6          | G      | 229    |
| 20   | LMP2   | 14   | ディディエ・ボネ                     | - パトリス・ルーセル - エドゥアール・セジオナール - ベルナール・サンタル                                   | デボラ・LMP295                           | M      | 222    |
| 20   | LMP2   | 14   | ディディエ・ボネ                     | - パトリス・ルーセル - エドゥアール・セジオナール - ベルナール・サンタル                                   | フォード コスワース 2.0L ターボ I4       | M      | 222    |
| NC   | LMGT1  | 44   | ソシエ・テ・ベンチュリSA             | - ジャン＝マルク・グーノン - ポール・ベルモンド - アルノー・トレヴィ・シオール                             | ヴェンチュリ600SLM                       | M      | 193    |
| NC   | LMGT1  | 44   | ソシエ・テ・ベンチュリSA             | - ジャン＝マルク・グーノン - ポール・ベルモンド - アルノー・トレヴィ・シオール                             | ルノー PRV 3.0L ターボ V6                | M      | 193    |
| NC   | LMGT2  | 71   | チーム・マーコス                     | - デイビッド・レズリー - クリス・マーシュ - フランソワ・ミゴール                                           | マーコス・LM600                          | D      | 184    |
| NC   | LMGT2  | 71   | チーム・マーコス                     | - デイビッド・レズリー - クリス・マーシュ - フランソワ・ミゴール                                           | シボレー 6.3L V8                         | D      | 184    |
| NC   | LMGT1  | 46   | TCP・ホンダ                          | - 岡田秀樹 - フィリップ・ファーブル - 服部尚貴                                                             | ホンダNSX GT1                            | D      | 121    |
| NC   | LMGT1  | 46   | TCP・ホンダ                          | - 岡田秀樹 - フィリップ・ファーブル - 服部尚貴                                                             | ホンダ 3.0L V6                           | D      | 121    |
| DNF  | LMP2   | 9    | ヴェルテール・レーシング             | - ウィリアム・デビッド - リチャードBalandras                                                               | WR・LM94                                 | M      | 196    |
| DNF  | LMP2   | 9    | ヴェルテール・レーシング             | - ウィリアム・デビッド - リチャードBalandras                                                               | プジョー 2.0L ターボ I4                  | M      | 196    |
| DNF  | LMGT1  | 45   | エリック・グラハム                   | - エリック・グラハム - フランソワ・ビルデュー - フェルディナン・ド・レセップス                             | ベンチュリ・600LM                        | D      | 178    |
| DNF  | LMGT1  | 45   | エリック・グラハム                   | - エリック・グラハム - フランソワ・ビルデュー - フェルディナン・ド・レセップス                             | ルノー PRV 3.0L ターボ V6                | D      | 178    |
| DNF  | WSC    | 3    | クレマー・レーシング                 | - ユルゲン・レーシッヒ - フランツ・コンラット - アントニオ・ヘルマン・デ・アゼベド                         | クレマー・K8スパイダー                   | G      | 163    |
| DNF  | WSC    | 3    | クレマー・レーシング                 | - ユルゲン・レーシッヒ - フランツ・コンラット - アントニオ・ヘルマン・デ・アゼベド                         | ポルシェ Type-935 3.0L ターボ フラット-6 | G      | 163    |
| DNF  | LMGT1  | 23   | ニスモ                               | - 星野一義 - 鈴木利男 - 影山正彦                                                                           | ニスモ・GT-R LM                          | B      | 157    |
| DNF  | LMGT1  | 23   | ニスモ                               | - 星野一義 - 鈴木利男 - 影山正彦                                                                           | 日産 2.6L ターボ I6                      | B      | 157    |
| DNF  | LMGT1  | 57   | PCオートモーティブ                   | - リチャード・パイパー - ティフ・ニーデル - ジェームス・ウィーバー                                         | ジャガー・XJ220                          | D      | 135    |
| DNF  | LMGT1  | 57   | PCオートモーティブ                   | - リチャード・パイパー - ティフ・ニーデル - ジェームス・ウィーバー                                         | ジャガー JV6 3.5L ターボ V6              | D      | 135    |
| DNF  | LMGT2  | 70   | チーム・マーコス                     | - クリス・ホジェッツ - トーマス・エルドス - コル・オイサー                                                 | マーコス・LM600                          | D      | 133    |
| DNF  | LMGT2  | 70   | チーム・マーコス                     | - クリス・ホジェッツ - トーマス・エルドス - コル・オイサー                                                 | シボレー 6.3L V8                         | D      | 133    |
| DNF  | LMGT1  | 49   | ウェスト・コンペティション           | - ジョン・ニールセン - ヨッヘン・マス - トーマス・ブシャー                                                 | マクラーレン・F1GTR                      | G      | 131    |
| DNF  | LMGT1  | 49   | ウェスト・コンペティション           | - ジョン・ニールセン - ヨッヘン・マス - トーマス・ブシャー                                                 | BMW S70 6.1L V12                         | G      | 131    |
| DNF  | LMGT1  | 43   | ソシエ・テ・BBAコンペティション      | - エマニュエル・クレリコ - ローラン・レキュイエ - ベルナール・シューパン                                   | ベンチュリ・600LM                        | D      | 130    |
| DNF  | LMGT1  | 43   | ソシエ・テ・BBAコンペティション      | - エマニュエル・クレリコ - ローラン・レキュイエ - ベルナール・シューパン                                   | ルノー PRV 3.0L ターボ V6                | D      | 130    |
| DNF  | LMGT1  | 58   | PCオートモーティブ                   | - ベルナール・チュネ - オリンド・ヤコベリ - ウィン・パーシー                                               | ジャガー・XJ220                          | D      | 123    |
| DNF  | LMGT1  | 58   | PCオートモーティブ                   | - ベルナール・チュネ - オリンド・ヤコベリ - ウィン・パーシー                                               | ジャガー JV6 3.5L ターボ V6              | D      | 123    |
| DNF  | LMGT2  | 76   | アグスタレーシングチーム             | - ソーキルド・サリング - アルモ・コッペリ - パトリック・ボーデ                                             | キャラウェイ・コルベットZR-1             | D      | 96     |
| DNF  | LMGT2  | 76   | アグスタレーシングチーム             | - ソーキルド・サリング - アルモ・コッペリ - パトリック・ボーデ                                             | シボレー 6.3L V8                         | D      | 96     |
| DNF  | LMGT1  | 37   | ラルブル・コンペティション           | - ドミニク・デュプイ - エマニュエル・コラール - ステファン・オルテリ                                       | ポルシェ・911GT2Evo                      | M      | 82     |
| DNF  | LMGT1  | 37   | ラルブル・コンペティション           | - ドミニク・デュプイ - エマニュエル・コラール - ステファン・オルテリ                                       | ポルシェ 3.6L ターボ フラット-6          | M      | 82     |
| DNF  | LMGT2  | 79   | スタドラーモータースポーツ           | - エンツォ・カルデラーリ - リリアン・ブライナー - アンドレアス・フックス                                   | ポルシェ・911GT2                         | P      | 81     |
| DNF  | LMGT2  | 79   | スタドラーモータースポーツ           | - エンツォ・カルデラーリ - リリアン・ブライナー - アンドレアス・フックス                                   | ポルシェ 3.6L ターボ フラット-6          | P      | 81     |
| DNF  | LMGT1  | 25   | ガルフレーシング                     | - ピエール＝アンリ・ラファネル - フィリップ・アリオー - リンゼイ・オーウェン・ジョーンズ                   | マクラーレン・F1GTR                      | M      | 77     |
| DNF  | LMGT1  | 25   | ガルフレーシング                     | - ピエール＝アンリ・ラファネル - フィリップ・アリオー - リンゼイ・オーウェン・ジョーンズ                   | BMW S70 6.1L V12                         | M      | 77     |
| DNF  | LMGT1  | 36   | ラルブル・コンペティション           | - ジャン=ピエール・ジャリエ - ヘスス・パレハ - エリック・コマス                                            | ポルシェ・911GT2Evo                      | M      | 64     |
| DNF  | LMGT1  | 36   | ラルブル・コンペティション           | - ジャン=ピエール・ジャリエ - ヘスス・パレハ - エリック・コマス                                            | ポルシェ 3.6L ターボ フラット-6          | M      | 64     |
| DNF  | LMGT2  | 91   | ハイコーモータースポーツ             | - トーマス・サルダーニャ - ミゲル・アンヘル・デ・カストロプリンス - アルフォンソ・デ・オルレアン・ブルボン | ポルシェ・911GT2                         | G      | 63     |
| DNF  | LMGT2  | 91   | ハイコーモータースポーツ             | - トーマス・サルダーニャ - ミゲル・アンヘル・デ・カストロプリンス - アルフォンソ・デ・オルレアン・ブルボン | ポルシェ 3.6L ターボ フラット-6          | G      | 63     |
| DNF  | LMGT1  | 30   | ZR-1コルベットチームUSA              | - ジョン・ポール・ジュニア - クリス・マクドゥーガル - ジェームス・メロ                                     | シボレー・コルベットZR-1                 | G      | 57     |
| DNF  | LMGT1  | 30   | ZR-1コルベットチームUSA              | - ジョン・ポール・ジュニア - クリス・マクドゥーガル - ジェームス・メロ                                     | シボレー DRZ-500 6.3L ターボ V8          | G      | 57     |
| DNF  | LMGT1  | 40   | エネア・SRL                          | - アンデルス・オロフソン - ルチアーノ・デッラ・ノーチェ - 太田哲也                                         | フェラーリ・F40GTE                       | P      | 42     |
| DNF  | LMGT1  | 40   | エネア・SRL                          | - アンデルス・オロフソン - ルチアーノ・デッラ・ノーチェ - 太田哲也                                         | フェラーリ 3.0L ターボ V8                | P      | 42     |
| DNF  | LMGT1  | 52   | リスター                             | - ジェフ・リース - ドミニク・チャペル - ルパート・キーガン                                                 | リスター・ストームGTS                    | M      | 40     |
| DNF  | LMGT1  | 52   | リスター                             | - ジェフ・リース - ドミニク・チャペル - ルパート・キーガン                                                 | ジャガー 7.0L V12                        | M      | 40     |
| DNF  | LMGT1  | 55   | ジャン=クロード・ミロエ              | - ジャック・ルコント - ピエール・イヴェル                                                                  | ポルシェ・911GT2Evo                      | M      | 40     |
| DNF  | LMGT1  | 55   | ジャン=クロード・ミロエ              | - ジャック・ルコント - ピエール・イヴェル                                                                  | ポルシェ 3.6L ターボ フラット-6          | M      | 40     |
| DNF  | LMP2   | 8    | ヴェルテール・レーシング             | - パトリック・ゴーニン - ピエール・プティ (レーサー) - マーク・ロスタン                                    | WR・LM94                                 | M      | 33     |
| DNF  | LMP2   | 8    | ヴェルテール・レーシング             | - パトリック・ゴーニン - ピエール・プティ (レーサー) - マーク・ロスタン                                    | プジョー 2.0L ターボ I4                  | M      | 33     |
| DNF  | WSC    | 11   | クラージュ・コンペティション         | - アンリ・ペスカロロ - フランク・ラゴルス - エリック・ベルナール                                           | クラージュ・C41                          | G      | 26     |
| DNF  | WSC    | 11   | クラージュ・コンペティション         | - アンリ・ペスカロロ - フランク・ラゴルス - エリック・ベルナール                                           | シボレー 5.0L V8                         | G      | 26     |
| DNF  | LMGT1  | 26   | サード株式会社                       | - アラン・フェルテ - ケネス・アチソン - 吉川とみ子                                                         | サード・MC8-R                            | D      | 14     |
| DNF  | LMGT1  | 26   | サード株式会社                       | - アラン・フェルテ - ケネス・アチソン - 吉川とみ子                                                         | トヨタ 4.0L ターボ V8                    | D      | 14     |
| DNF  | LMGT2  | 82   | エルフ・ハーバート・レーシング       | - シャルル・マルゲロン - ピエール・ド・トワジー - フィリップ・シファート                                   | ポルシェ・911GT2                         | P      | 13     |
| DNF  | LMGT2  | 82   | エルフ・ハーバート・レーシング       | - シャルル・マルゲロン - ピエール・ド・トワジー - フィリップ・シファート                                   | ポルシェ 3.6L ターボ フラット-6          | P      | 13     |
| DNF  | WSC    | 1    | Euromotorsport Racing Inc.           | - マッシモ・シガーラ - ジェイ・コクラン - ルネ・アルヌー                                                   | フェラーリ・333SP                        | G      | 7      |
| DNF  | WSC    | 1    | Euromotorsport Racing Inc.           | - マッシモ・シガーラ - ジェイ・コクラン - ルネ・アルヌー                                                   | フェラーリ F310E 4.0L V12                | G      | 7      |
| DNF  | LMGT1  | 47   | TCP・ホンダ                          | - アルミン・ハーネ - ベルトラン・ガショー - イヴァン・カペリ                                               | ホンダNSX GT1                            | D      | 7      |
| DNF  | LMGT1  | 47   | TCP・ホンダ                          | - アルミン・ハーネ - ベルトラン・ガショー - イヴァン・カペリ                                               | ホンダ 3.0L ターボ V6                    | D      | 7      |